# Tetraria capitata
Tetraria capitata är en halvgräsart som beskrevs av Georg Kükenthal. Tetraria capitata ingår i släktet Tetraria och familjen halvgräs. Inga underarter finns listade i Catalogue of Life.